# Nyctibadistes
Nyctibadistes is een geslacht van vlinders van de familie Uraniavlinders (Uraniidae), uit de onderfamilie Epipleminae.

## Soorten
- N. informis Warren, 1897
- N. nigrata Warren, 1907